# シェイクスピアのお気に召すまま
『シェイクスピアのお気に召すまま』（シェイクスピアのおきにめすまま）は、藤中千聖による日本の漫画。『Sho-Comi』（小学館）にて、2011年11号から同年13号まで掲載された。単行本は全1巻。

## 概要
サブタイトルは「想いは時をこえて」。
16世紀にイギリスで実在した劇作家・ウィリアム・シェイクスピアと、シェイクスピアの『四大悲劇』を元に作られたストーリーである。作中では主に『ロミオとジュリエット』のストーリーを元に展開されており、他にも同じく実在した劇作家クリストファー・マーロウも登場している。

## ストーリー
主人公杏は、幼馴染で片想いをしている友人ツカサに「付き合ってくれないか」と言われ、告白だと勘違いしながらもツカサが大ファンの劇作家、ウィリアム・シェイクスピアのシェイクスピアミュージアムに訪れる。
ツカサに想いを寄せるものの、自分の気持ちを伝えられない杏は、ついシェイクスピアが愛用していたという鏡の前で本音を呟いてしまう。
すると当然鏡が光を放ち、現代へと本物のシェイクスピアが現れてしまい...?

## 登場人物
杏（あん）
幼馴染のツカサに想いを寄せる女の子。しかし後にツカサが本当に好きな相手を知ってしまい、シェイクスピアに惹かれはじめる。シェイクスピアに出会うまで、シャイクスピアの作品は一度も読んだことがなかった。
ウィリアム・シェイクスピア
16世紀のイギリスで活躍している劇作家。自分で適当に作った薬を飲み、現代へとタイムスリップしてしまう。当初は杏とツカサの仲を取り持っていたが、後に杏に惹かれはじめる。
ツカサ
ウィリアム・シェイクスピアの大ファンであり、杏の幼馴染で杏が想いを寄せる人物。杏の想いには気づかず、同じく友達の塔子に想いを寄せている。
塔子（とうこ）
杏とツカサの友達。2人の想いには気づいていない。
クリストファー・マーロウ
自分の作品をシェイクスピアよりも世に知らしめたいと考えており、シェイクスピアに敵対心をもっている劇作家。杏のことを魔女だと勘違いしている。

## 単行本収録作品
- シェイクスピアのお気に召すまま（全3話）
- 白衣のプリンス（2011年『Sho-Comi』増刊2月14日号）
- 幼なじみは蜜の味（2010年『Sho-Comi』増刊12月15日号）